# غلامرضا باغبانی
غلامرضا باغبانی (زاده ۱۳۳۹ در زابل) نظامی و سیاستمدار اهل ایران است. باغبانی در انتخابات مجلس شورای اسلامی در سال ۱۳۹۰، از حوزهٔ انتخابی زاهدان برای نمایندگی نامزد شده بود، اما موفق به کسب آرای کافی نشد.
به گفته بیانیه وزارت خزانه‌داری آمریکا، غلامرضا باغبانی از افسران عالی‌رتبهٔ «نیروی قدس» وابسته به سپاه پاسداران و فرمانده فعلی نیروی قدس در زاهدان، مرکز استان سیستان و بلوچستان ایران است.
بنا به بیانیهٔ وزارت خزانه‌داری آمریکا، مدارکی به دست آمده که نشان می‌دهد، غلامرضا باغبانی به قاچاقچیان افغان اجازه می‌داد که با عبور از خاک ایران، به کشورهای اروپایی مواد مخدر بفرستند. او در مقابل از آنها برای رساندن اسلحه و مهمات برای نیروهای طالبان در افغانستان استفاده می‌کرده است.
به گفته دیوید کوهن، معاون وزیر خزانه‌داری آمریکا در امور تروریسم و اطلاعات مالی، اسناد به دست آمده نشان می‌دهد که «نیروی قدس» سپاه پاسداران نه تنها به قاچاق مواد مخدر کمک می‌کند، بلکه از این همکاری برای پیشبرد فعالیت‌های تروریستی استفاده می‌کند.
بنا به بیانیهٔ وزارت خزانه‌داری آمریکا، باغبانی که بر منطقه مرزی افغانستان تسلط دارد، به قاچاق مواد شیمیایی برای تولید هروئین یاری رسانده و راه قاچاقچی‌های افغان را برای ارسال بار تریاک به درون مرزهای ایران باز گذاشته است.
مطابق قوانین آمریکا، افرادی که در فهرست قاچاقچیان حرفه‌ای مواد مخدر قرار گیرند، در صورت دستگیری، به مجازاتی شامل یک تا ۵ میلیون دلار جریمه نقدی و تا سی سال حبس محکوم می‌شوند.
با این تصمیم وزارت خزانه‌داری آمریکا، اتباع آمریکایی از برقراری هرگونه دادوستد تجاری یا معامله مالی با باغبانی منع می‌شوند. به علاوه اگر او در آمریکا دارایی داشته باشد، توقیف خواهد شد.